# Manfred Busche
Manfred D. Busche (* 3. Dezember 1933 in Aschersleben; † 25. Dezember 2022 in Berlin) war ein deutscher Messe-Manager und hatte von 1965 bis 1999 verschiedene Leitungsfunktionen im Messewesen Berlins inne.

## Leben
Manfred Busche besuchte Schulen in Magdeburg, Aschersleben und Wolfenbüttel. 1953 bestand er das Abitur am Gymnasium Große Schule Wolfenbüttel.  Danach studierte er an der Philipps-Universität Marburg und an der Freien Universität Berlin. 1958 schloss er als Diplom-Volkswirt ab und im Februar 1962 promovierte er an der Freien Universität Berlin zum Thema Öffentliche Förderung deutscher Genossenschaften vor 1914 zum Doktor der Wirtschafts- und Sozialwissenschaften (Dr. rer. pol.). Von 1962 bis 1965 arbeitete Busche als Dozent am Goethe-Institut in Kairo und als stellvertretender Leiter des Deutschen Kulturinstitutes Kairo.
Von 1965 bis 1999 übte Manfred Busche verschiedene Leitungsfunktionen im Messewesen Berlins aus. Bis 1970 war er Prokurist des Ausstellungsdienstes Berlin (ADB), danach bis 1987 Geschäftsführer der Ausstellungs-Messe-Kongreß GmbH (AMK Berlin). Von 1987 bis 1999 war er Vorsitzender der Geschäftsführung der AMK Berlin, die seit 1992 Messe Berlin GmbH hieß. 1966 initiierte Busche die erste Internationale Tourismus-Börse (ITB) in Berlin. Von 1998 bis 2001 war Busche Vorsitzender des Weltmesseverbandes UFI (Union des foires internationales mit Sitz in Paris).
Busche war außerdem von 1990 bis 1996 Lehrbeauftragter „Marketing und Messen“ am Fachbereich Wirtschaftswissenschaft der Freien Universität Berlin. Seit 1996 war er Honorarprofessor.

## Auszeichnungen
- Im Oktober 2001 wurde Manfred Busche zum Ehrenpräsidenten des Weltmesseverbandes UFI ernannt.
- Am 1. Oktober 1999 wurde Manfred Busche der Verdienstorden des Landes Berlin verliehen.
- 1987 erhielt er das Große Silberne Ehrenzeichen für Verdienste um die Republik Österreich[1]
- 1985 wurde Busche mit dem Columbus Ehrenpreis der VDRJ (Vereinigung Deutscher Reisejournalisten) ausgezeichnet.
- Busche ist Ehrenbotschafter der Welttourismusorganisation (WTO).
- Busche ist Träger des Großen Verdienstkreuzes des Verdienstordens der Bundesrepublik Deutschland sowie des Komturkreuzes "Commendatore del´Ordine al Merito della Republica Italiana, des Großen Silbernen Ehrenzeichens der Republik Österreich, des Offizierskreuzes des Verdienstordens der Republik Polen.

## Familie
Manfred Busche war mit der Ärztin Helke Busche verheiratet und hat zwei Töchter sowie zwei Enkelsöhne.

## Mitgliedschaft
Seit 1975 war Manfred Busche Mitglied des Rotary-Clubs Berlin Nord.